# ASN-207 (航空機)
ASN-207/BZK-006
（参考）上図はASN-206のものであるが、ASN-207の機体の形状・構成はほぼ同じである。
- 用途：戦術無人航空機
- 製造者：西安愛生技術集団公司
- 運用者：中国人民解放軍陸軍
- 運用状況：現役

ASN-207は、西安愛生技術集団公司（中国簡体字：西安爱生技术集团公司、 英語：Xi'an ASN Technology Group Co., Ltd.）が開発した中距離多用途無人航空機。同社は西北工業大学が所有する独立法人である。BZK-006とも呼称される。
ASN-207は、2002年に存在が明らかとなる。ASN-207はASN-206の拡大版であり能力が向上している。

## 機体
主翼はテーパー翼、高翼配置となっている。双ブーム形式でブームの後端に垂直尾翼があり、2枚の垂直尾翼の間に水平尾翼が付けられている。垂直尾翼と水平尾翼はH型配置となっている。推進方式はプッシャー式である。搭載エンジンの型式は、ピストン式であること以外不明である。降着装置は簡略なスキッドが付けられているだけであり、ランディングギアは持たない。離陸はRATOを使い射出装置から打ち出される。回収はパラシュートやパラフォイルが用いられる。機首上部にパイロン付きアンテナレドームが付いている。

## ミッション・ペイロード
画像およびテレメトリー・データリンク装置に加え、ミッションに応じたペイロードを搭載可能。
- マルチセンサー光学安定化ペイロード（EO/IR/レザー測距/指示）
- 合成開口レーダー/移動目標追跡装置、前方監視型赤外線装置
- COMMINT装置、ELINT装置、SIGINT装置、ジャミング装置
- 電波デコイ装置

などミッションに応じ選択できる。

## 誘導・管制装置
慣性航法装置、衛星測位システム装置、精密測位計算用コンピュータを積み、自律飛行ができる。また2機運用モードでは中継用ドローンを使いテレメトリーおよび画像データの中継を行うことができる。

## システムの構成
ドローン本体。複数のトラックに搭載された地上管制ステーション、ミッションコントロールシステム、地上表示端末。1台以上の可搬ビデオ端末からなる。

## 運用者
2010年珠海エアショーで西安愛生技術集団公司は、当機の2種類のドローンが中国人民解放軍陸軍で運用されていると主張した。2013年10月時点で、おそらく既に製造中であり運用されているものと考えられている。
- 中国人民解放軍陸軍

## シリーズ
- ASN-206
- ASN-207
- ASN-209

## スペック
|                    | ASN-206     | ASN-207 (ミッション用) | ASN-207 (中継用) | ASN-209 |
| ------------------ | ----------- | ---------------------- | ---------------- | ------- |
| 全長(m)            | 3.8         | 6.0                    | 6.0              | 4.3     |
| 全高(m)            | 1.4         | 2.1                    | 2.1              | 1.5     |
| 全幅(m)            | 6.0         | 9.3                    | 9.3              | 7.5     |
| 最大射出重量(kg)   | 222         | 480                    | 410              | 320     |
| 最大ペイロード(kg) | 50          | 100                    | 30               | 50      |
| 実用上昇限度(m)    | 5000        | 6000                   | 8000             | 5000    |
| 最大速度(m)        | 209         | 180                    | 180              | 180     |
| 行動半径(km)       | 150         | 600                    | 200              | 100     |
| 航続時間(h)        | 通常4 最大8 | 16                     | 16               | 10      |